# زایس ایکون یونیورسال جول

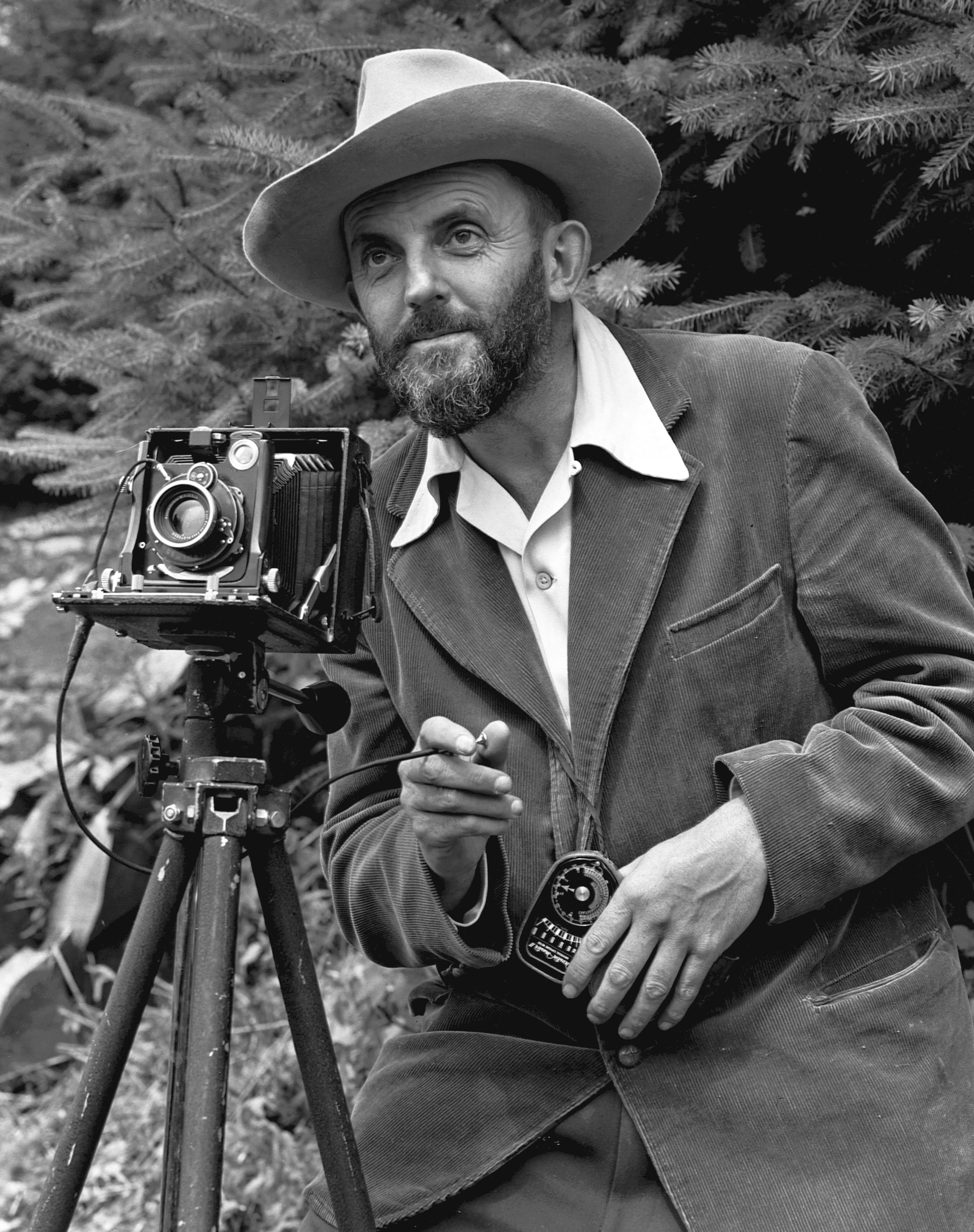
نگاره‌ای از انسل آدامز، عکاس طبیعت‌گرای اهل آمریکا در حال تست نظام ناحیه‌ای با دوربین عکاسی زایس ایکون یونیورسال جول.

زایس ایکون یونیورسال جول (به آلمانی: Zeiss Ikon Universal Juwel) یک دوربین عکاسی ساخت شرکت کارل‌زایس بود.
انسل آدامز و دوروتا لنگ برخی از بهترین عکس‌هایشان را با دوربین زایس ایکون یونیورسال جول ثبت کردند.